# 聖霊の第三の波
聖霊の第三の波（せいれいのだいさんのなみ、英語：The Third Wave of the Holy Spirit）は1980年代から1990年代にかけて起きた福音派（日本では聖霊派にあたる）の聖霊運動を表す、フラー神学校の教授ピーター・ワーグナーによる造語。アルビン・トフラーの「第三の波」とは無関係。後述のように60年代に興起した狭義のカリスマ運動とは別物であるが、外部の教団、教派などからはペンテコステ派とともにカリスマ派、カリスマ運動に属するものと扱われる傾向がいまだに強い。だがこの派では、第一、第二の波と第三の波が同じ聖霊の働きであると認めながらも、カリスマ派と呼ばれることは好まないし、先の二波とは区別されるべきだとしている。第三の波の大きな特徴として明確な聖書信仰がある。
アメリカのピーター・ワーグナーやジョン・ウィンバー、チャールズ・クラフトらが中心になっている。

## 経緯
1900年代にアメリカで起きたペンテコステ運動を「聖霊の第一の波」、1960年代アメリカを中心に起きたカリスマ運動を「聖霊の第二の波」と呼んでいる。1980年代になり聖霊の第三の波の動きが本格化し始めた。ピーター・ワーグナーによると、第三の波は、ペンテコステ運動、カリスマ運動の統合であると言うが、ペンテコステ派やカリスマ派という名称を拒み、同一化を望まない福音派の中の新しい運動である。ディビッド・バレットは1988年の時点で第三の波の中にいる人たちの数を2700万人と推定している。

## 特色
聖霊のバプテスマが新生の時に起こることであると教えている、異言を否定しないが、重要視しない。この二つの点は第三の波だけの特徴である。

## その後の動き
- 日本ではフラー神学校でピーター・ワグナー、チャールズ・クラフトらに学んだ尾形守により紹介された。
- 1990年代、アルゼンチンで活躍したカルロス・アナコンディアがたびたび来日した。悪霊からの解放いやしを強調する「力の伝道」が紹介された。
- 1993年11月、兵庫県西宮市の甲子園球場で、滝元明を中心として全日本リバイバルミッションが行われた。リバイバルミッションは日本の教会の中で一つの勢力になり、その後もリバイバルミッションという名前で集会が行われた。それらの集会は次第にカリスマ派や聖霊の第三の波の影響が強くなり、日本の福音派は距離を置くようになったが、日本の福音派の指導的な牧師の中でも尾山令仁ら聖霊派と福音派の一致を目指す牧師も存在する。
- 1994年にカナダのトロントの教会で「トロント・ブレッシング」と呼ばれる現象が起きた。これは、集会中に会衆が倒れたり、笑い転げたりする現象である。世界の教会特にイギリス教会に大きな影響を与えた。1990年代後半に日本の教会に紹介された。
- 1996年5月ペンテコステ派、カリスマ派、聖霊の第三の波や力の伝道の立場に立つ聖霊派諸教会の結集を目指して、全国組織「日本リバイバル同盟」が結成された。この背景にはリバイバルミッション運動の流れがある。初代委員長に奥山実が選出された。この団体は自らを、日本キリスト教協議会、日本福音同盟に対抗する第三の勢力であると位置づけている。
- これらの教会の情報をしばしば掲載している「リバイバル新聞」は、日本リバイバル同盟の機関紙ではない。